# Bitwa pod Zamą

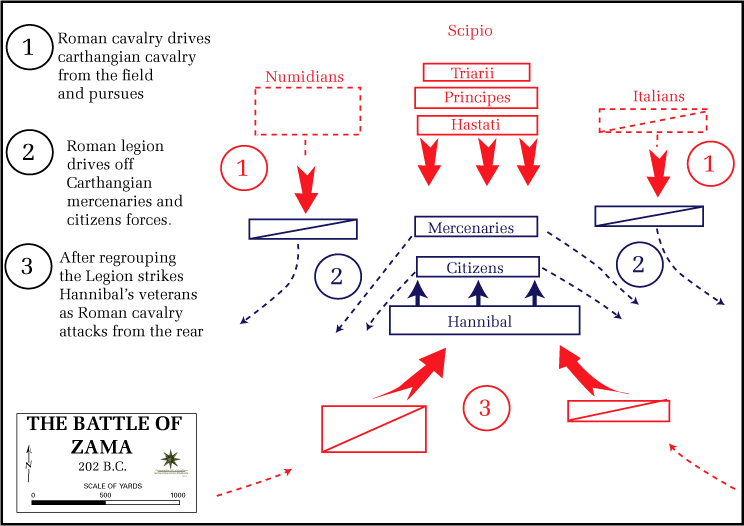
Opis bitwy

Bitwa pod Zamą – decydujące starcie między Rzymianami i Kartaginą, które miało miejsce 19 października 202 roku p.n.e. i zakończyło II wojnę punicką. Bitwa przesądziła o klęsce Kartaginy. Latem 202 p.n.e. Hannibal przegrał w Afryce z siłami Scypiona Starszego, od tej i jego wcześniejszej kampanii w II wojnie punickiej zwanego "Afrykańskim".

## Przed bitwą
Mimo wielu bitew wygranych na terenie Italii, Hannibal przez 16 lat wojny nie zdołał doprowadzić do decydującego zwycięstwa. Niepokonany na Półwyspie Apenińskim, został zmuszony do powrotu do Afryki. Na ziemi afrykańskiej wylądował bowiem Publiusz Korneliusz Scypion Starszy, zyskując poparcie władcy Numidyjczyków - Masynissy, który wspomógł Rzymian znakomitą jazdą. Doświadczona w italskich bojach 15-tysięczna armia Hannibala wylądowała w Afryce, jej sytuacja jednak nie była najlepsza. Siły, które tam stacjonowały, zostały po części już zniszczone w wyniku niedawnej klęski zadanej im przez korpus Scypiona. Dlatego wódz kartagiński potrzebował szybko nowych ludzi. Armia Scypiona Starszego liczyła około 25 tysięcy żołnierzy pieszych, wspomaganych przez jazdę numidyjską, która zwykle walczyła po stronie Kartagińczyków, tym razem jednak miało ich tam zabraknąć (pozyskano tylko niewielkie oddziały numidyjskie). 
Hannibal zebrał około 50 tysięcy ludzi – w tym 15 tysięcy weteranów zahartowanych w kampanii italskiej oraz korpus 80 słoni bojowych. O wyniku bitwy zadecydowała jakość bojowa legionów rzymskich, skuteczna taktyka unikania konfrontacji z szarżującymi słoniami bojowymi i umiejętne użycie jazdy przez wodza Rzymian.

## Bitwa

### Ustawienie wojsk
Scypion uformował swe wojska w trzech tradycyjnych szykach, nazywanymi kolejno hastati, principes i triarii. Oddziały ustawione były w formie prostokątów z odstępami między nimi, tak aby umożliwić ruch poszczególnych formacji, a także z myślą o słoniach bojowych, które Hannibal zamierzał użyć w starciu. Scypion na lewym skrzydle ustawił swoją jazdę, prawe skrzydło zajęła jazda numidyjska pod wodzą Masynissy. Cała armia z lotu ptaka wyglądała jak szachownica.
Hannibal również ustawił żołnierzy w trzech liniach. Pierwszą tworzyli najemnicy z różnych stron świata. Drugą tworzyły autochtoniczne oddziały kartagińskie i afrykańskie, niedoświadczone w boju. Na tyłach ustawił zaufanych weteranów z kampanii w Italii. Na przedzie natomiast miejsce zajęły słonie bojowe, skrzydła obsadziła konnica.

### Szarża słoni
Po wstępnych potyczkach między konnymi właściwa bitwa rozpoczęła się szarżą słoni kartagińskich. Miały one za zadanie wystraszyć wroga (szczególnie jazdę). Scypion rozkazał swym wojskom hałasować, co miało na celu spłoszyć atakujące zwierzęta. Sposób okazał się skuteczny – część słoni nie wyrządziła większej krzywdy Rzymianom, przebiegając, zgodnie z przewidywaniami Scypiona, przez przerwy między ich szykami. Niektóre ze spłoszonych zwierząt ruszyły w kierunku własnych wojsk.

### Starcie armii
Bezpośrednio po nieudanym ataku słoni Hannibala, Scypion wysłał do przodu swą konnicę, która pokonała konnicę kartagińską. Tymczasem starła się piechota obu armii. Po załamaniu się pierwszej linii kartagińskiej wśród wojsk Hannibala zapanował zamęt. Wycofująca się pierwsza linia próbowała się przedrzeć przez ustawionych w ścisłym, gotowym do walki szyku żołnierzy z linii drugiej. Doszło do tego, że pierwsza linia dla ratowania życia zaczęła walczyć z drugą. Hannibalowi pozostawała jeszcze doświadczona piechota, dzięki której nieco uspokoił sytuację.

### Ostateczne starcie
Kiedy impet natarcia Rzymian osłabł, Scypion zmienił szyk; druga i trzecia linia przeszły na skrzydła w celu oskrzydlenia Kartagińczyków. Jednocześnie po uporaniu się z wrogą jazdą, konnica rzymska i numidyjska uderzyła na tyły wojsk Hannibala, biorąc je z dwóch stron. Starcie dla Kartaginy było przegrane, a Hannibal uciekł z pola bitwy.

## Znaczenie bitwy
Niewątpliwie jedna z najważniejszych bitew starożytności. Przegrana Kartaginy pod Zamą oznaczała koniec silnego państwa kartagińskiego. Dzięki zreformowaniu armii rzymskiej przez Scypiona stała się ona od tamtego momentu niemal nie do pokonania. Rzym stał się największą potęgą basenu Morza Śródziemnego, nie mając godnych konkurentów - rozpoczął ekspansję, by stać się w przyszłości wielkim Imperium rzymskim.